# Сікун М'ярдів
Сікун М'ярдів (Prinobius myardi Mulsant, 1842) — вид жуків з родини Скрипунових.

## Поширення
Глобальний ареал Prinobius myardi охоплює усе Середземномор'я, включаючи Південну Європу, Північну Африку, Західну Азію.
В Україні Сікун М'ярдів — рідкісний вид, який трапляється лише на південному березі Кримського півострова.